# Stier (HSK 6)
El Stier (Tauro) fue un mercante alemán usado por la Kriegsmarine durante la Segunda Guerra Mundial con la denominación Schiff 23 (Barco 23). Construido como Cairo para la línea alemana Atlas Levante, fue empleado como crucero auxiliar con la denominación de Handelsstörkreuzer 6 (HSK 6, crucero de interferencia comercial). El nombre lo eligió el capitán de fragata Horst Gerlach por ser el signo del zodíaco de su mujer Hildegard. La Armada británica llamó Raider J al Stier.
El barco tuvo que ser autohundido tras los graves daños sufridos en combate con el carguero armado de la clase Liberty Stephen Hopkins el 27 de septiembre de 1942. (Posición)

## Historia
En 1935, la dirección central estatalizada de las navieras alemanas decidió desgajar una nueva compañía con el nombre de Atlas levante-Linie (ALL) en Bremen. Su primer encargo en los astilleros Germaniawerft de Kiel, bajo el número de construcción 563, fue la motonave Cairo, botada el 7 de octubre de 1936 y que el 15 de diciembre siguiente hacía su primer viaje de pruebas. Antes de terminarlo, ya se encargaron al astillero Nordseewerke de Emden dos buques gemelos que navegaron desde 1937 y 1939 como Ankara y Levante. El Cairo desplazaba 4.778 TRB, tenía una capacidad de 7.245 t de peso muerto y plaza para 12 pasajeros. Medía 134 m de eslora, 17,3 m de manga y lo propulsaba un motor diésel MAN de 7 cilindros y dos tiempos construido en el astillero, con potencia de 3.750 caballos de fuerza (2.758 kW) y velocidad de servicio de 14 nudos. Motores semejantes llevaron sus dos gemelos y otros barcos de la línea DG Argo, estrechamente relacionada con ALL.

### Empleo como barco de escolta
El 25 de noviembre de 1939 el Cairo fue confiscado por la Armada, armado con dos cañones de 15 cm, denominado Schiff 23 y empleado en el Báltico como rompehielos, escolta y crucero de interferencia comercial. Se dio el mando al capitán de corbeta Pahl, que lo entregó en mayo de 1940 a Horst Gerlach.
Para la Operación León Marino, hipotética invasión de Inglaterra, fue modificado como minador, estacionado en Cherburgo y luego en Saint-Nazaire.
El 21 de abril de 1941, el Schiff 23 fue desalistado para remodelarlo como crucero auxiliar en el astillero Wilton-Fijenoord de Schiedam. Posteriormente, fue terminado en los astilleros Oderwerken de Stettin.

## Patrulla delStier
El 11 de noviembre de 1941 se alistó el Handelsstörkreuzer 6 al mando del capitán de fragata Gerlach, que le dio el nombre de Stier. Al principio, usó la falsa identidad de su gemelo Ankara. El 9 de mayo de 1942 zarpó de Kiel en convoy hacia Róterdam, camuflado como Sperrbrecher 171 (Forzador de bloqueo).

### Cruce del Canal de la Mancha
El 12 de mayo, el Stier zarpó de Róterdam escoltado por 16 dragaminas de las flotillas 2.ª y 8.ª, y de los torpederos Iltis, Kondor, Falke y Seeadler, de la 5.ª flotilla. En la noche del 13 de mayo, a las 2 horas, abrieron fuego contra el convoy las baterías de costa de Dover, pero ya estaba fuera el alcance de los cañones. Hacia las 3,30 siguió un ataque de torpederas británicas, en el que fueron hundidos los torpederos Iltis y Seeadler, más la lancha británica MTB 220. En el caos de la batalla, el Stier disparó en medio de la niebla y oscuridad con sus cañones de proa contra una sombra sospechosa que resultó ser la proa del Seeadler que se hundía, y en la que aún había marineros tratando de salvarse. En el hundimiento de las Iltis y Seeadler murieron 199 de sus 287 tripulantes.
El Stier salió ileso del combate y llegó a Royan, en el estuario del Gironda, desde donde zarpó el 19 de mayo al Atlántico Norte.
El 1 de junio de 1942, Gerlach fue ascendido a capitán de navío.

### Barcos hundidos

#### Gemstone
- 4 de junio de 1942, 4.986 TRB, vapor británico,[2] 200 millas al este del Archipiélago de San Pedro y San Pablo. (Posición)

El comandante E. J. Griffith se rindió tras un breve intento de huida, toda la tripulación pudo subir ilesa a bordo del Stier. El Gemstone, cargado con mineral de hierro, fue hundido con un torpedo.

#### Stanvac Calcutta
- 6 de junio de 1942, 10.170 TRB, petrolero que navegaba de vacío bajo bandera panameña.[3] (Posición)

El petrolero devolvió el fuego con un cañón de 10,2 cm y logró dos impactos. Una granada explotó en un alojamiento de marinería e hirió a dos hombres. Tras un fuerte cañoneo y el impacto de un torpedo, el petrolero comenzó a escorarse y se hundió, muriendo 14 de sus tripulantes, incluido el capitán Gustav O. Karlsson. Otro tripulante del Stanvac Calcutta falleció a bordo del Stier a consecuencia de sus heridas.
- El 10 de junio, encuentro con el petrolero Charlotte Schliemann,[4] al que se traspasan 68 prisioneros.
- El 27 de julio otro encuentro con el Charlotte Schliemann, traspasándole el resto de prisioneros (heridos y comandantes).
- El 29 de julio encuentro con el crucero auxiliar Michel. Gerlach y Hellmuth von Ruckteschell acuerdan operar juntos.

#### Dalhousie
- 9 de agosto de 1942, 7.072 TRB, motonave británica.[5] (Posición)

El Dalhousie respondió al fuego con su cañón de 12,7 cm sin obtener impactos. Con el barco ya incendiado, tras una media hora, el comandante F. Davis se rindió y el Stier hizo 37 prisioneros. Para evitar que el barco en llamas atrajera la atención, se le hundió con un torpedo. Cuando ya se hundía, apareció el Michel. Ruckteschell, que rechazaba el procedimiento seguido por Gerlach, decidió seguir en solitario. Gerlach trató a continuación de sacar partido de los dos hidroaviones Arado Ar 231 para descubrir blancos potenciales. pero los dos prototipos desarrollados para los submarinos, mostraron estar completamente desadaptados a las circunstancias del Atlántico.
- El 27 de agosto nuevo encuentro con el Charlotte Schliemann al norte de la Isla de Gough, para abastecerse de combustible.

- El 24 de septiembre, nuevo encuentro con el Michel

- El 26 de septiembre se encontró el Stier con el Tannenfels,[6] buque de abastecimiento y forzador de bloqueo que era gemelo de los cruceros auxiliares Atlantis y Pinguin, que actuaron en 1940 y 1941.

Ambos buques seguían aún juntos al día siguiente en alta mar cuando, en condiciones de mala visibilidad en el punto de reunión, apareció súbitamente un tercer barco.

#### Stephen Hopkins
- 27 de septiembre de 1942, 8.500 TRB, vapor norteamericano.[7] (Posición)

Se trataba del carguero armado de la clase Liberty Stephen Hopkins, a las órdenes de Paul Buck. Hacia las 8,54 disparó el crucero auxiliar la primera salva, respondida con varios cañones por el carguero, claramente inferior en potencia de fuego, por lo que tras una hora de cañoneo resultó hundido. La mala mar impidió que el Tannenfels encontrara supervivientes, pero 15 de los 19 supervivientes llegaron 31 días más tarde a la costa de Brasil en un bote salvavidas.
El resto de los 57 tripulantes del Stephen Hopkins pagó su valerosa acción con la vida.
- Balance:
  - Hundidos: cuatro barcos con 30.728 TRB
  - Presas: ninguna

### Fin de la patrulla corsaria
El encuentro con el Stephen Hopkins selló el destino del Stier. Los primeros impactos dañaron la máquina principal y provocaron algunos incendios. Al fallar la red eléctrica a bordo, se estropearon también los ascensores de munición y las bombas antiincendios. A causa de la mala mar, el Tannenfels no pudo ayudar a extinguir los incendios y hubo que abandonar el Stier , pasando la tripulación y los prisioneros al Tannenfels para después hundir el crucero auxiliar con dos cargas explosivas.
El comandante Gerlach tuvo que lamentar tres muertos, cinco heridos graves y 28 leves. El sobrecargado Tannenfels, que había salido de Yokohama hacia Alemania el 8 de agosto de 1942 con un cargamento de materias vitales para uso militar como caucho natural, wolframio, titanio, cobre, opio y quinina, así como aceites y grasas comestibles, amarró el 2 de noviembre de 1942 en el puerto de Royan.

## Oficiales a bordo
- Horst Gerlach (comandante), mandó el último crucero auxiliar, Hansa, que no entró en acción
- Ludolf Petersen (primer oficial)
- Heinz Schomburg (oficial de transmisiones) – más tarde comandante de los submarinos U 145 y U 561